# 午夜阳光 (小说)
《午夜阳光》（英語：Midnight Sun）是史蒂芬妮·梅爾繼《暮光之城系列》的第六本小說，該小說於2020年出版。此作品並非以原有貝拉·史旺的視角敘述事件，而是從男主角愛德華·庫倫的觀點角度來敘述同一個暮光之城系列故事。梅爾指那是唯一一本《暮光之城》她計劃以男主角愛德華的視角來重寫的小說。為了讓讀者對愛德華的角色有更好的感覺，梅爾讓該系列電影的導演凱瑟琳·哈德威克及飾演愛德華一角的羅拔·柏迪臣於拍攝電影期間閱讀小說的完整章節。該小說於2020年8月4日發行。

## 出版前事件
2008年8月28日，由於未完成的12個章節手稿於互聯網上非法洩漏，史蒂芬妮·梅爾暫停了對《午夜阳光》的寫作，她回應指：「若我現在嘗試寫《午夜阳光》，按照我目前的心態，詹姆斯可能會獲勝，而整個庫倫家族的人都會死，這跟原著並不太吻合。無論如何，對於繼續進行《午夜阳光》工作上所發生的事，我為此感到太難過了，因此它將會無限期地被擱置。」鑑於現在小說在預定的發行日期之前經已取得協議，為了公平地對待她的讀者，梅爾在預定出版日期前於自己的網站公開了該12個章節的手稿。梅爾還表示自己不相信手稿洩露有任何惡意意圖，並且不會為手稿給予任何名稱。
在2008年11月的訪問中，梅爾說：「這真的很複雜，因為現在每個人都坐在駕駛席上，他們可以在那裡作出判斷。...我對手稿的事並不感到孤單，而我在不孤單時寫不出一點東西。」梅爾說自己的目標是在大概兩年左右的時間內都不聽《午夜阳光》的消息，而且她認為當自己一旦確定「人們都把它忘記了」的時候，她才會再次開始創作這部小說。
2015年，隨著第一本暮光之城性別偏向的小說《生與死：暮光之城重現》發行，梅爾認為是時候重新開始寫作，但是正如她在2015年的聖地亞哥國際漫畫展上所說：「你認為第二天早上雅虎的熱門話題是甚麼？格雷。」她指的是《克里斯蒂安：格雷的五十度陰影》，正如副標題所述，是克里斯蒂安·格雷眼中的首個《格雷的五十道陰影》一書的重述。據報梅爾說：「對我來說，這簡直是個翻轉桌子的時刻。」這本書仍被擱置了。然而在2020年5月，梅爾宣布該小說將於2020年8月4日發行。

## 劇情簡介
愛德華在17歲時成為吸血鬼後又活了近百年，可謂在年輕帥氣的外表裡住了一個老靈魂。正也因此，面對著近百年來第一個愛上的女孩，他內心裡有著喜悅，喜悅之餘又覺得身為吸血鬼的自己不配得到這麼美好的女孩；雖然這麼擔心著，愛德華卻怎樣都無法從貝拉身邊離開，一次又一次的替自己待在貝拉身邊尋找理由。
對貝拉來說，愛德華對她來說，就如同石榴之於冥界王后波瑟芬妮。美味、誘人，她想一口吃下，也做好一旦吃下便身不由己的心理準備；對愛德華來說，貝拉就如同冥界王后波瑟芬妮與冥王。他千方百計想留下她，卻又因為強烈的道德感而不想改變貝拉的命運。然而愛德華控制不住對貝拉的好，彷彿餵她吃下一顆又一顆的石榴籽，兩人的未來終將往失控的方向走去……
透過愛德華的觀點訴說的這個故事不僅令人難忘，也更為黑暗。
讀完本書，我們將更瞭解愛德華令人著迷的過去以及複雜的思緒，也將明白為什麼遇見貝拉令他感到無比煎熬。如果順從心之所欲就意味著貝拉將置身險境，他又怎能這麼做？
書裡也會揭露愛德華在第一次離開貝拉時發生了什麼事讓他決定再回來？在安吉拉斯港騷擾貝拉的四個男人，最後有何下場？被吸血鬼獵殺而受傷之後，為了讓家人與朋友安心，艾利絲精心布置了貝拉出事旅館的的一切……

## 發行

### 評論招待會
評論家對小說進行了評價，評論總匯書纖於9條評論中，報告有一個正面及兩個混合評論。《衛報》的埃勒·亨特（Elle Hunt）寫道，這本書被「長期覆蓋」且編輯不足。她為了如何嚴格遵守原始《暮光之城》的場景和缺乏新的絕殺使得這本書乏味而感到感嘆。在《獨立報》的安妮·洛德（Annie Lord）還注意到這跟《暮光之城》有很多重疊的地方，並稱該作品為「可笑的不好」，但她指出書迷會喜歡有關愛德華與他妹妹關係的新見解。柯庫斯評論認為這本書的「冰川速度」使人們可以專注於刻畫，並預測粉絲會原諒甚至喜歡它的「過度與放縱」。在《華盛頓郵報》中，卡琳·填納汴（Karin Tanabe）批評角色缺乏多樣性，形容奎魯特一眾角色為「典型的B列表角色」。她還指出，男女主角之間的性張力因必須堅持原始故事情節而受到阻礙。

### 銷售
《午夜阳光》在發行的首周售出了100萬冊。

### 未來
2020年8月，《百萬書局》的虛擬直播活動中，梅爾宣布她計劃將會再出版兩本《暮光之城》的小說。